# 下營系統交流道
下營系統交流道位於臺灣臺南市下營區與麻豆區交界，國道一號指標299k、台84線指標14k處，於2011年10月2日啟用。
此交流道型式為全苜蓿葉型，國道一號、台84線左轉均以環道設計連接，並於兩環間增設集散道（英語：Collector-Distributor Road）避免轉向車輛干擾交通。
|  | 299 下營系統 |  | 玉井 北門 |
|  | 14 下營系統  |  | 新營 麻豆 |

## 外部連結
- 國道一號下營系統交流道動線圖 （页面存档备份，存于）（交通部高速公路局）
- 台84線下營系統交流道動線圖 （页面存档备份，存于）（交通部公路總局）